# جيرل ووكر
جيرل ووكر (بالإنجليزية: Jearl Walker) (و. 1945 – م) هو فيزيائي، وأكاديمي، ومتواصل علمي، وكاتب غير روائي من الولايات المتحدة الأمريكية . ولد في كليفلاند (أوهايو)، وبينساكولا .

## التعليم
تعلم في جامعة ميريلاند (كوليج بارك)، وتحصل منها على دكتوراه في الفلسفة، ومعهد ماساتشوست للتكنولوجيا، في تخصص فيزياء

## أعمال بارزة
من أهم أعماله:
- The Flying Circus of Physics
- Fundamentals of Physics.

## مناصب وهيئات
أدار جامعة ولاية كليفلاند.

## روابط خارجية
- جيرل ووكر على موقع IMDb (الإنجليزية)